# Argentina i olympiska sommarspelen 1956
Argentina deltog med 28 deltagare vid de olympiska sommarspelen 1956 i Melbourne. Totalt vann de en silvermedalj och en bronsmedalj.

## Medaljer

### Silver
- Humberto Selvetti - Tyngdlyftning.

### Brons
- Victor Zalazar - Boxning, mellanvikt.